# 115 pr. n. št.

## Dogodki
- kitajska vojska prečka puščavo Lop Nor in zasede Tarim.